# Shunta Nishiyama
Shunta Nishiyama (født 25. juli 1989) er en japansk fodboldspiller, som spiller for den japanske fodboldklub YSCC Yokohama.